# Pot Black
Pot Black var en inbjudningsturnering i snooker som spelats under vissa år och i olika format. Turneringen tillkom i samband med att BBC började sända färg-TV. Det ansågs att snookern, med dess olikfärgade bollar, var en idealisk sport att använda som en slags promotion för det nya mediet.
Pot Black blev en succé, och spelarna som deltog blev välkända för den breda publiken. Tack vare Pot Black ökade intresset för snooker, från att ha varit en sport för bara ett fåtal, till att bli en av de största i Storbritannien, åtminstone vad gäller tittarsiffror. Turneringen spelades utan uppehåll varje år mellan 1969 och 1986. Matcherna bestod endast av ett frame, vilket skilde turneringen från så gott som alla andra snookerturneringar. Finalerna spelades (från och med år 1978) i bäst av tre frames.
Efter år 1986 lades Pot Black ned, snookern var ju tillräckligt populär ändå. Den återuppstod dock 1991, och spelades även åren 1992, 1993 och (endast för spelare över 40 år) 1997, innan ytterligare ett långt uppehåll tog vid.
År 2005 återuppstod Pot Black ännu en gång, nu i nytt format: Åtta av världens bästa spelare bjöds in och spelade kvartsfinaler, semifinaler och final, alla matcher spelades i bara ett frame. Pot Black spelades senast 2007.

## Vinnare
| År   | Vinnare         | Motståndare     | Resultat                     |
| ---- | --------------- | --------------- | ---------------------------- |
| 1969 | Ray Reardon     | John Spencer    | 88–29 (poäng)                |
| 1970 | John Spencer    | Ray Reardon     | 88–27 (poäng)                |
| 1971 | John Spencer    | Fred Davis      | 61–40 (poäng)                |
| 1972 | Eddie Charlton  | Ray Reardon     | 75–43 (poäng)                |
| 1973 | Eddie Charlton  | Rex Williams    | 93–33 (poäng)                |
| 1974 | Graham Miles    | John Spencer    | 147–86 (poäng från 2 frames) |
| 1975 | Graham Miles    | Dennis Taylor   | 81–27 (poäng)                |
| 1976 | John Spencer    | Dennis Taylor   | 69–42 (poäng)                |
| 1977 | Perrie Mans     | Doug Mountjoy   | 90–21 (poäng)                |
| 1978 | Doug Mountjoy   | Graham Miles    | 2–1 (frames)                 |
| 1979 | Ray Reardon     | Doug Mountjoy   | 2–1 (frames)                 |
| 1980 | Eddie Charlton  | Ray Reardon     | 2–1 (frames)                 |
| 1981 | Cliff Thorburn  | Jim Wych        | 2–0 (frames)                 |
| 1982 | Steve Davis     | Eddie Charlton  | 2–0 (frames)                 |
| 1983 | Steve Davis     | Ray Reardon     | 2–0 (frames)                 |
| 1984 | Terry Griffiths | John Spencer    | 2–1 (frames)                 |
| 1985 | Doug Mountjoy   | Jimmy White     | 2–0 (frames)                 |
| 1986 | Jimmy White     | Kirk Stevens    | 2–0 (frames)                 |
| 1991 | Steve Davis     | Stephen Hendry  | 2–1 (frames)                 |
| 1992 | Neal Foulds     | James Wattana   |                              |
| 1993 | Steve Davis     | Mike Hallett    |                              |
| 1997 | Joe Johnson     | Terry Griffiths |                              |
| 2005 | Matthew Stevens | Shaun Murphy    | 53–27 (poäng)                |
| 2006 | Mark Williams   | John Higgins    | 119–13 (poäng)               |
| 2007 | Ken Doherty     | Shaun Murphy    | 71–36 (poäng)                |